# Carrozzeria Maggiora
La Carrozzeria Maggiora è stata un'azienda di carrozzeria fondata nel 1925 come "Martelleria Maggiora" di Arturo Maggiora con sede a Moncalieri.

## Storia
Nel 1951 la sede viene spostata a Borgo San Pietro e in seguito, all'inizio degli anni novanta, la Maggiora diventa proprietaria dello storico stabilimento Lancia di Chivasso, a nord-est di Torino, in cui fino all'ottobre del 1994 è stata prodotta la Lancia Delta.
L'ultima vettura prodotta nelle officine Maggiora è stata la Fiat Barchetta. Tra le sue produzioni sono anche da citare la Lancia K Coupé, che era stata progettata da Gianna Maggiora, inoltre la Lancia Flaminia, Cisitalia Abarth, Maserati Mistral, Lancia Thema allungata. A livello prototipale venne allestita anche una versione pick-up della Renault Espace, mai entrata in produzione. La Fiat Panda 1ª serie nella versione furgoncino, molto nota come veicolo usato da TIM fu allestita dalla Maggiora, con prototipo fatto a mano dai battilastra della carrozzeria. Nel 2003, a seguito di difficoltà finanziarie, la società è stata chiusa.